# السا و فرد (فیلم ۲۰۱۴)
السا و فرد (انگلیسی: Elsa & Fred) فیلمی در ژانر کمدی-درام به کارگردانی مایکل ردفورد است که در سال ۲۰۱۴ منتشر شد.

## بازیگران
- شرلی مک‌لین
- کریستوفر پلامر
- اسکات باکولا
- مارسیا گی هاردن
- کریس نوت
- جورج سگال
- جیمز برولین